# Ashes (film 1910)
Ashes è un cortometraggio muto del 1910 di cui non si conosce il nome del regista.

## Trama
Nel suo appartamento, fumando la pipa davanti al caminetto acceso, uno scapolo di mezza età ripensa alla sua vita, ricordando l'unica storia d'amore che ha scaldato il suo cuore. Le immagini di quel vecchio idillio tornano alla sua mente, spegnendosi piano piano come si spengono anche le fiamme del camino. Lo scapolo solitario rimane a guardare le ceneri che rimandano quelle della sua vita.

## Produzione
Il film fu prodotto dalla Edison Manufacturing Company.

## Distribuzione
Distribuito dalla Edison Manufacturing Company, il film - un cortometraggio di 95 metri - uscì nelle sale cinematografiche statunitensi il 7 gennaio 1910. Nelle proiezioni, veniva programmato con il sistema dello split reel, accorpato in un'unica bobina con un altro cortometraggio prodotto dalla Edison, The Engineer's Romance.